# Frigga Carlberg

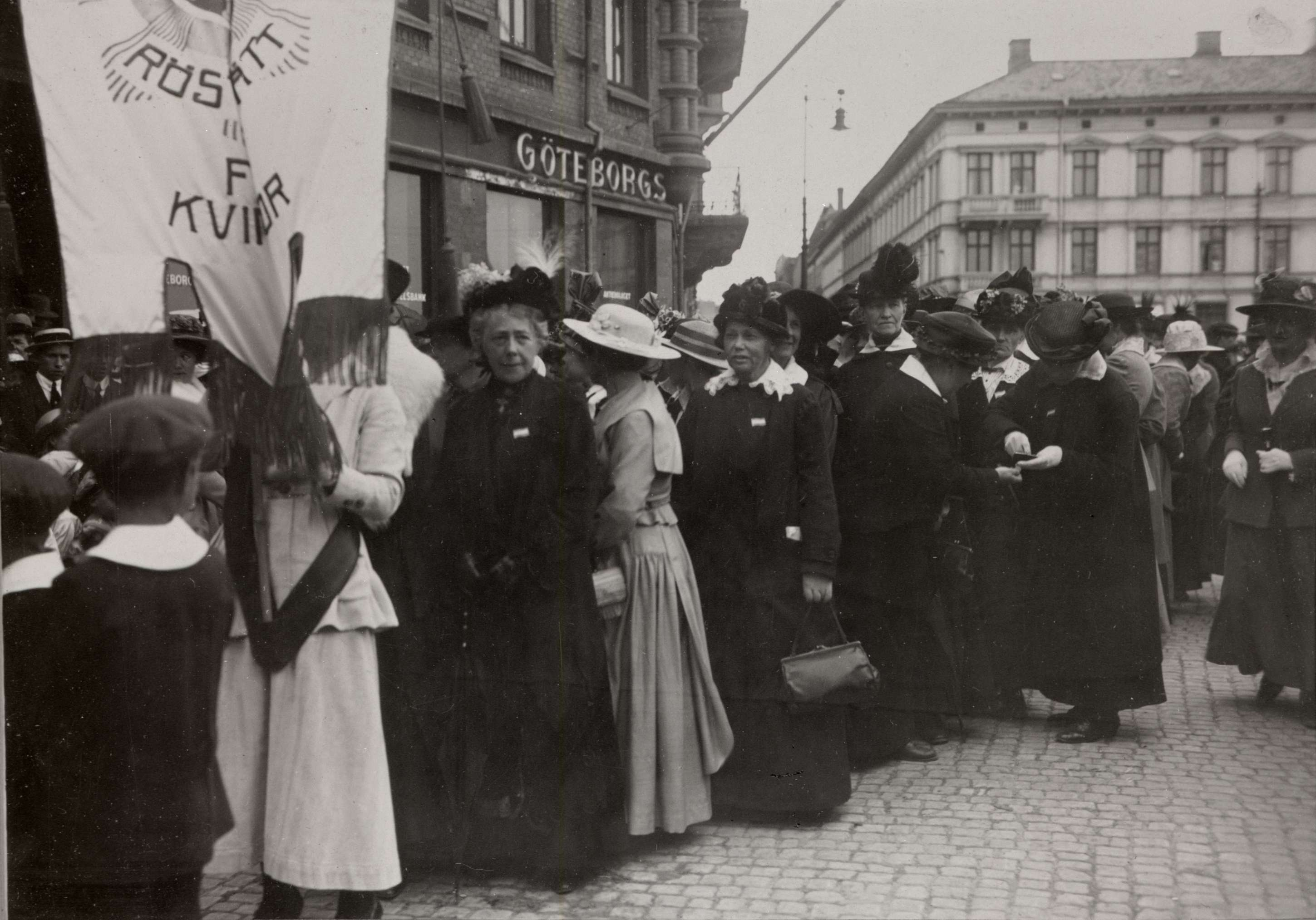
Demonstrationståget för kvinnorösträtten i Göteborg 1918, med bland andra Frigga Carlberg.

Anna Fredrika (Frigga) Carlberg, född Lundgren 10 augusti 1851 i Falkenberg, död 3 oktober 1925 i Stockholm, var en svensk författare, social organisatör och förkämpe för kvinnlig rösträtt.
Hon betraktas som en förgrundsgestalt inom den svenska rösträttsrörelsen. Hon var ledamot i styrelsen för Landsföreningen för kvinnans politiska rösträtt och ordförande för dess avdelning i Göteborg. Hon anses personligen ha bidragit till att kvinnlig rösträtt slutligen godkändes av riksdagens båda kamrar.

## Biografi
Frigga Carlberg, vars far var garverifabrikör i Falkenberg, lyckades med svårighet övertala fadern att låta henne studera vid flickläroverket i Halmstad 1867–1869. Mellan 1871 och 1874 arbetade hon som guvernant. Efter giftermålet 1876 med förste postkontrollören Andreas Carlberg bosatte hon sig i Göteborg.

### Socialt arbete
Carlberg engagerade sig 1876 i kvinnofrågor och blev på 1880-talet medlem i stadens första kvinnoförening, Göteborgs Kvinnoförening, som dock snart upplöstes. 
Carlberg var verksam inom fattigvården i Göteborg, där hon startade Sällskapet Myrornas barnhem, som mest sju stycken plus ett hem för friska barn till tuberkulösa föräldrar; hon var styrelseledamot och inspektris för organisationen. 
Hon var även ordförande i en sammanslutning av kvinnliga fattigvårdare. På nationell nivå var hon sekreterare i förstamajblommans centralkommitté och ledamot av Svenska fattigvårdsförbundets centralstyrelse. Hon stödde storstrejken 1909. Hon stred för de utomäktenskapliga barnens rättigheter och ansåg att även fäderna skulle ta sitt ansvar för dem.

### Engagemang inom rösträttsrörelsen
Frigga Carlberg var genom sitt sociala engagemang en centralgestalt i Göteborgs socialt och politiskt engagerade kvinnokretsar, och när Landsföreningen för kvinnans politiska rösträtt bildades var det Carlberg som tog initiativet till att bilda en Göteborgsavdelning, och hon var också självskriven som ordförande. Hon var ordförande i Föreningen för kvinnans politiska rösträtt i Göteborg från starten 1902 fram till 1921, då rösträtten slutligen infördes.
Hon var också ledamot i centralstyrelsen för Landsföreningen för kvinnans politiska rösträtt (LKPR) 1903–1921 och dess delegerade vid ett antal av Internationella rösträttsalliansens kongresser. Vid den sista, 9th Conference of the International Woman Suffrage Alliance i Rom 1923, var hon Sveriges representant.
Carlberg tillhör de mest radikala inom den svenska rösträttsrörelsen. Medan LKPR ogillade suffragetterna och avrådde från våldsamma metoder, kände Carlberg sympati för den brittiska rösträttsrörelsens aktivism. På egen hand bjöd hon in den brittiska suffragetten Sylvia Pankhurst att hålla föredrag i Göteborg den 1 oktober 1913. För detta fick hon utstå mycket kritik, inte bara från konservativa och liberala pressen, utan även från stora delar av den svenska kvinnliga rösträttsrörelsen. Det var också Carlberg som arrangerade den enda gatudemonstration LKPR någonsin höll: i Göteborg 1918, när en motion om kvinnlig rösträtt hade röstats ned i riksdagen. Hon beskrivs som otålig och hetlevrad.
Om hennes arbete inom rösträttsrörelsen skriver tidningen Frigga: 
”Fru Carlbergs kraft räckte för dessa uppgifter. Hon strödde omkring sig i prässen varmhjärtade eller uddigt kvicka artiklar i rösträttsfrågan, företog agitationsresor, spred massor av propagandalitteratur, till stor del skriven av henne själv, gjorde sitt personliga inflytande gällande, överbevisade reformens motståndare samt entusiasmerade dess anhängare.”
Som exempel på hennes "uddigt kvicka artiklar" kan nämnas hennes satiriska pamflett "Några skäl varför kvinnorna icke skola ha politisk rösträtt – monolog av en motståndare" där hon på ett humoristiskt sätt gör narr av motsägelsefullheten i rösträttsmotståndarnas argumentation.

### Författarskap
Som författare av noveller och romaner använde hon sig ofta av sina erfarenheter från fattigvården. Hon skrev också skådespel, ”vilka med sina uddigt kvicka repliker och sin lyckliga blandning av allvar och humor utgjorde ett mycket uppskattat bidrag i rösträttsagitationen såväl i Sverige som i utlandet”. Hon var välbekant med särskilt den brittiska och amerikanska suffragettrörelsen och översatte också mycket feministisk litteratur till svenska. 
Hennes verk som författare fick politisk betydelse, då hon synliggjorde missförhållanden och övergrepp på kvinnor och barn. Hon hade också många konflikter med myndigheter som föredrog att ignorera problemen. Hennes roman För rättfärdighets skull betraktas – vid sidan av Elin Wägners Pennskaftet – som den svenska roman som mest utförligt behandlar motivet kvinnlig rösträtt.

## Frigga Carlberg i kulturen
År 2022 uppmärksammades Frigga Carlberg i föreställningen Musikalen om Frigga på Stora Teatern i Göteborg. Handlingen kretsar kring kampen för kvinnlig rösträtt i början av 1900-talet och följer Carlbergs arbete mellan 1902 och 1921. Musikalen spelades 3–4 maj 2022 och producerades av fyra fria teatergrupper. Föreställningen Musikalen om Frigga uppmärksammade 100-årsjubileet av allmän rösträtt och var även en del i firandet av Göteborgs 400-årsjubileum.

### Översättningar (urval)
- George Alfred Henty: Med Roberts till Pretoria: berättelse från sydafrikanska kriget (With Roberts to Pretoria) (Zachrisson, 1902)
- Andrew Carnegie: Arbetets herravälde (The empire of business) (Zachrisson, 1902) Fulltext: Projekt Runeberg
- Charlotte Perkins Gilman: Hemmet: dess verksamhet och inflytande (Wahlström & Widstrand, 1907)